# Grand Prix Japonska 2010
Grand Prix Japonska 2010 (XXXVI Fuji Television Japanese Grand Prix), 16. závod 61. ročníku mistrovství světa jezdců Formule 1 a 52. ročníku poháru konstruktérů, historicky již 836. grand prix, která se navrátila na okruh Suzuka.

## Výsledky

### Kvalifikace
| Pořadí | Číslo | Jezdec             | Konstruktér          | 1. část  | 2. část  | 3. část  | Start |
| ------ | ----- | ------------------ | -------------------- | -------- | -------- | -------- | ----- |
| 1      | 5     | Sebastian Vettel   | Red Bull-Renault     | 1:32.035 | 1:31.184 | 1:30.785 | 1     |
| 2      | 6     | Mark Webber        | Red Bull-Renault     | 1:32.476 | 1:31.241 | 1:30.853 | 2     |
| 3      | 2     | Lewis Hamilton     | McLaren-Mercedes     | 1:32.809 | 1:31.523 | 1:31.169 | 8     |
| 4      | 11    | Robert Kubica      | Renault              | 1:32.808 | 1:32.042 | 1:31.231 | 3     |
| 5      | 8     | Fernando Alonso    | Ferrari              | 1:32.555 | 1:31.819 | 1:31.352 | 4     |
| 6      | 1     | Jenson Button      | McLaren-Mercedes     | 1:32.636 | 1:31.763 | 1:31.378 | 5     |
| 7      | 4     | Nico Rosberg       | Mercedes             | 1:32.238 | 1:31.886 | 1:31.494 | 6     |
| 8      | 9     | Rubens Barrichello | Williams-Cosworth    | 1:32.361 | 1:31.874 | 1:31.535 | 7     |
| 9      | 10    | Nico Hülkenberg    | Williams-Cosworth    | 1:32.211 | 1:31.926 | 1:31.559 | 9     |
| 10     | 3     | Michael Schumacher | Mercedes             | 1:32.513 | 1:32.073 | 1:31.846 | 10    |
| 11     | 22    | Nick Heidfeld      | BMW Sauber-Ferrari   | 1:33.011 | 1:32.187 |          | 11    |
| 12     | 7     | Felipe Massa       | Ferrari              | 1:32.721 | 1:32.321 |          | 12    |
| 13     | 12    | Vitalij Petrov     | Renault              | 1:32.849 | 1:32.422 |          | 13    |
| 14     | 23    | Kamui Kobajaši     | BMW Sauber-Ferrari   | 1:32.783 | 1:32.427 |          | 14    |
| 15     | 14    | Adrian Sutil       | Force India-Mercedes | 1:33.186 | 1:32.659 |          | 15    |
| 16     | 17    | Jaime Alguersuari  | Toro Rosso-Ferrari   | 1:33.471 | 1:33.071 |          | 16    |
| 17     | 15    | Vitantonio Liuzzi  | Force India-Mercedes | 1:33.216 | 1:33.154 |          | 17    |
| 18     | 16    | Sébastien Buemi    | Toro Rosso-Ferrari   | 1:33.568 |          |          | 18    |
| 19     | 18    | Jarno Trulli       | Lotus-Cosworth       | 1:35.346 |          |          | 19    |
| 20     | 19    | Heikki Kovalainen  | Lotus-Cosworth       | 1:35.464 |          |          | 20    |
| 21     | 25    | Lucas di Grassi    | Virgin-Cosworth      | 1:36.265 |          |          | 21    |
| 22     | 24    | Timo Glock         | Virgin-Cosworth      | 1:36.332 |          |          | 22    |
| 23     | 21    | Bruno Senna        | HRT-Cosworth         | 1:37.270 |          |          | 23    |
| 24     | 20    | Sakon Jamamoto     | HRT-Cosworth         | 1:37.365 |          |          | 24    |

### Závod
| Pořadí | Číslo | Jezdec             | Konstruktér          | Kola | Čas/odstoupení    | Start | Body |
| ------ | ----- | ------------------ | -------------------- | ---- | ----------------- | ----- | ---- |
| 1      | 5     | Sebastian Vettel   | Red Bull-Renault     | 53   | 1:30:27.323       | 1     | 25   |
| 2      | 6     | Mark Webber        | Red Bull-Renault     | 53   | +0.905            | 2     | 18   |
| 3      | 8     | Fernando Alonso    | Ferrari              | 53   | +2.721            | 4     | 15   |
| 4      | 1     | Jenson Button      | McLaren-Mercedes     | 53   | +13.522           | 5     | 12   |
| 5      | 2     | Lewis Hamilton     | McLaren-Mercedes     | 53   | +39.595           | 8     | 10   |
| 6      | 3     | Michael Schumacher | Mercedes             | 53   | +59.933           | 10    | 8    |
| 7      | 23    | Kamui Kobajaši     | BMW Sauber-Ferrari   | 53   | +1:04.038         | 14    | 6    |
| 8      | 22    | Nick Heidfeld      | BMW Sauber-Ferrari   | 53   | +1:09.648         | 11    | 4    |
| 9      | 9     | Rubens Barrichello | Williams-Cosworth    | 53   | +1:10.846         | 7     | 2    |
| 10     | 16    | Sébastien Buemi    | Toro Rosso-Ferrari   | 53   | +1:12.806         | 18    | 1    |
| 11     | 17    | Jaime Alguersuari  | Toro Rosso-Ferrari   | 52   | +1 kolo           | 16    |      |
| 12     | 19    | Heikki Kovalainen  | Lotus-Cosworth       | 52   | +1 kolo           | 20    |      |
| 13     | 18    | Jarno Trulli       | Lotus-Cosworth       | 51   | +2 kolo           | 19    |      |
| 14     | 24    | Timo Glock         | Virgin-Cosworth      | 51   | +2 kola           | 22    |      |
| 15     | 21    | Bruno Senna        | HRT-Cosworth         | 51   | +2 kola           | 23    |      |
| 16     | 20    | Sakon Jamamoto     | HRT-Cosworth         | 50   | +3 kola           | 24    |      |
| 17     | 4     | Nico Rosberg       | Mercedes             | 47   | Řízení            | 6     |      |
| Ret    | 14    | Adrian Sutil       | Force India-Mercedes | 44   | Prosakování oleje | 15    |      |
| Ret    | 11    | Robert Kubica      | Renault              | 2    | Řízení            | 3     |      |
| Ret    | 10    | Nico Hülkenberg    | Williams-Cosworth    | 0    | Kolize            | 9     |      |
| Ret    | 7     | Felipe Massa       | Ferrari              | 0    | Kolize            | 12    |      |
| Ret    | 12    | Vitalij Petrov     | Renault              | 0    | Kolize            | 13    |      |
| Ret    | 15    | Vitantonio Liuzzi  | Force India-Mercedes | 0    | Kolize            | 17    |      |
| DNS    | 25    | Lucas di Grassi    | Virgin-Cosworth      | 0    | Nehoda            | 21    |      |

## Průběžné pořadí šampionátu
Pohár jezdců
| Pořadí | Jezdec           | Body |
| ------ | ---------------- | ---- |
| 1      | Mark Webber      | 220  |
| 2      | Fernando Alonso  | 206  |
| 3      | Sebastian Vettel | 206  |
| 4      | Lewis Hamilton   | 192  |
| 5      | Jenson Button    | 189  |

Pohár konstruktérů
| Pořadí | Konstruktér      | Body |
| ------ | ---------------- | ---- |
| 1      | Red Bull-Renault | 426  |
| 2      | McLaren-Mercedes | 381  |
| 3      | Ferrari          | 334  |
| 4      | Mercedes         | 176  |
| 5      | Renault          | 133  |